# Vladimir Arutiunjan

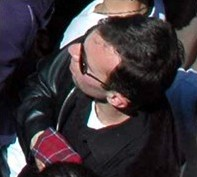
Vladimir Arutiunjan

Vladimir Arutiunjan, född 12 mars 1978 i Tbilisi i Georgien, är en georgisk terrorist. Arutiunjan kastade en handgranat mot Micheil Saakasjvilis och den amerikanske presidenten George W. Bushs följe under den senares statsbesök i Georgien den 10 maj 2005. Granaten detonerade dock inte. Arutiunjan infångades av polis den 20 juli 2005 efter att han skjutit en av det georgiska inrikesministeriets agenter till döds under en skottlossning. Han dömdes till livstids fängelse den 11 januari 2006. Arutiunjan säger sig inte ångra något, utan hävdar att han kommer att försöka döda Bush och Saakasjvili även i fortsättningen om chans ges.